# Jacquotte Delahaye
Jacquotte Delahaye (1630 - 1663) was een vrouwelijke piraat of boekanier die in de zeventiende eeuw actief was in de Caribische Zee.

## Biografie
Delahaye zou afkomstig zijn uit Saint-Domingue, het huidige Haïti, en was een dochter van een Franse vader en een Haïtiaanse moeder. Haar moeder zou bij haar geboorte zijn overleden. Volgens de legende zou Jacquotte Delahaye piraat zijn geworden na de moord op haar vader. Delahaye is het onderwerp van vele legendes en verhalen. Zo zou zij haar dood in scène hebben gezet om te ontsnappen aan haar achtervolgers en daarop een mannelijke alias hebben aangenomen die ze vele jaren gebruikte. Delehaye leidde een groep van zo'n honderd piraten en in 1656 zou zij een eiland in de Caraïben hebben veroverd. Enkele jaren later overleed zij bij het verdedigen van dat eiland.
Er is echter geen bewijs dat Jacquotte Delahaye daadwerkelijk bestaan heeft. De verhalen omtrent haar persoon worden toegeschreven aan de Franse schrijver Leon Troich.